# 羽織蟲屬
羽織蟲屬（學名：Lamellibrachia），又稱管狀蠕蟲、瓣臂鬚腕蟲，為巨型管蟲的近親，棲息於深海海床上有烴（油苗或甲烷）滲出的冷泉附近。牠們完全仰賴體內共生的硫氧化细菌提供營養。
羽織蟲的血紅素可以攜帶從周遭環境吸收的硫化氫與氧，並將這些化學物質供給給體內共生的細菌。與棲息於海底熱泉的管蟲不同，羽織蟲透過根狀的外部組織來從冷泉周遭的沉積物中汲取硫化氫，牠們也能透過這些根狀物將硫酸鹽排泄回沉積物中。
目前已知最有名的羽織蟲棲息地為墨西哥灣水深 500 至 800 公尺處的冷泉。當地的羽織蟲物種（L. luymesi）長度可以超過3（9.8英尺），而且成長十分緩慢，每個個體的年齡均超過 250 歲。上千的羽織蟲組織成了獨特的生態系，約數百種的動物均仰賴這些羽織蟲存活，且有些物種只能在這裡發現。
雖然大部分的深海熱泉管蟲都生活於透光帶之下的深海中，薩摩羽織蟲卻發現棲息於日本鹿兒島灣水深 82 公尺處，是目前已知棲息水深最淺的深海熱泉管蟲。

## 物種
- 巴勒姆氏羽織蟲（英语：Lamellibrachia barhami） Lamellibrachia barhami Webb, 1969
- Lamellibrachia columna（英语：Lamellibrachia columna）
- Lamellibrachia juni（英语：Lamellibrachia juni）
- Lamellibrachia luymesi（英语：Lamellibrachia luymesi） van der Land & Nørrevang, 1975
- 薩摩羽織蟲（英语：Lamellibrachia satsuma） Lamellibrachia satsuma Miura, Tsukahara & Hashimoto